# Géométrie non commutative
La géométrie non commutative, développée par Alain Connes, est une branche des mathématiques, et plus précisément un type de géométrie algébrique distincte de la géométrie algébrique telle qu'on l'entend habituellement (celle développée par Alexandre Grothendieck), car s'intéressant à des objets définis à partir de structures algébriques non commutatives.
L'idée principale est qu'un espace au sens de la géométrie usuelle peut être décrit par l'ensemble des fonctions numériques définies sur cet espace. Cet ensemble de fonctions forme une algèbre associative sur un corps, qui est aussi commutative : le produit de deux fonctions ne dépend pas du choix d'un ordre. On peut alors songer à voir les algèbres associatives non commutatives comme des « algèbres de fonctions » sur des « espaces non commutatifs », comme le tore non commutatif.

## Motivations
L'approche moderne de nombreuses questions géométriques est de s'intéresser à des fonctions définies sur l'espace qu'on veut étudier. Par exemple, l'étude de la géométrie des variétés riemanniennes  passe par celle des fonctions méromorphes définies sur la variété, avec comme outil central le théorème de Riemann-Roch et ses généralisations ; la géométrie algébrique, dans sa version refondue par Grothendieck, est tout entière consacrée à l'étude de fonctions généralisées (les schémas).  Ces ensembles de fonctions forment, pour l'addition et la multiplication, des anneaux commutatifs, qui caractérisent dans de nombreux cas l'espace correspondant ; on peut dire ainsi que ces espaces ont, en un certain sens, une topologie commutative.
Le « rêve » d'une géométrie non commutative est d'associer de même à des anneaux non commutatifs des « espaces » qu'on pourrait interpréter comme le support des éléments de l'anneau, considérés comme des « fonctions ». Les généralisations correspondantes, hautement non triviales, sont appelées des espaces non commutatifs, munis de topologies non commutatives.

### Motivations venant de la théorie ergodique
D'un point de vue technique, une partie de la théorie développée par Alain Connes prend ses racines dans des approches plus anciennes, venant en particulier de la théorie ergodique. Vers 1970, George Mackey avait ainsi créé une  théorie des sous-groupes virtuels, qui seraient des espaces homogènes (en un sens étendu) pour les actions de groupe ergodiques ; cette théorie est désormais interprétée comme un cas particulier de géométrie non commutative.

### Applications en physique
La physique a en une influence sur le développement de la géométrie non commutative. Mais la réciproque n'est pas vrai.

## C*-algèbres non commutatives et algèbres de von Neumann
La représentation de Gelfand (en) associe à une C*-algèbre commutative (par dualité) un espace séparé localement compact ; même dans le cas non commutatif, on peut associer à une C*-algèbre S un espace topologique Ŝ appelé son spectre ; on dit souvent alors que Ŝ  est un espace non commutatif.
Il y a également une dualité entre les espaces mesurés σ-finis et les algèbres de Von Neumann commutatives,  on associe de même  aux algèbres de Von Neumann non commutatives des objets appelés pour cette raison espaces mesurés non-commutatifs.

## Variétés riemanniennes non commutatives
Une variété riemannienne M est un espace topologique muni de structures additionnelles ; l'algèbre C(M)  des fonctions continues sur M ne permet de reconstituer que la topologie. Un invariant algébrique permettant de reconstituer la structure riemannienne a été introduit par Alain Connes sous le nom de  triplet spectral (en), en s'inspirant du théorème de l'indice d'Atiyah-Singer. Il est construit à partir d'un fibré vectoriel lisse E au-dessus de M, le fibré de l'algèbre extérieure. L'espace de Hilbert L2(M, E) des sections de E de carré intégrable représente  C(M)  (par les opérateurs de multiplication) ; on peut définir un opérateur non borné D sur L2(M, E) d'ensemble résolvant compact tel que les commutateurs [D, f]  sont bornés quand f  est différentiable. En 2008, Alain Connes a démontré que M, en tant que variété riemannienne, est caractérisée par ce triplet.
Cela conduit à définir une variété riemannienne non commutative comme un triplet (A, H, D) formé d'une représentation d'une C*-algèbre A (non commutative) sur un espace de Hilbert H, et d'un opérateur non borné D sur H, d'ensemble résolvant compact, tel que [D, a] est borné pour tous les a d'une certaine sous-algèbre dense de A. La recherche à ce sujet est très active, et de nombreux exemples de variétés riemanniennes non commutatives ont été construits.

## Schémas non commutatifs affines et projectifs
La dualité entre schémas affines et anneaux commutatifs conduit à définir par analogie une catégorie des schémas affines non commutatifs comme le dual de la catégorie des anneaux unitaires. Dans ce contexte, certaines généralisations de la topologie de Zariski permettent d'associer ces schémas affines à des objets plus généraux.
La construction de Proj (en) sur un anneau commutatif gradué peut aussi être étendue au cas non commutatif, en suivant les lignes d'un théorème de Serre sur la catégorie des faisceaux cohérents. Cette extension est prise comme définition de la géométrie projective non commutative  par Michael Artin et J. J. Zhang.

## Invariants d'espaces non commutatifs
Une des questions motivant la théorie est la possibilité d'étendre des invariants topologiques classiques, comme l'homologie, au cas non commutatif, et plus précisément à  les définir par dualité à partir d'algèbres d'opérateurs non commutatives. 
L'un des points de départ d'Alain Connes dans cette direction est sa découverte d'une nouvelle théorie cohomologique, la cohomologie cyclique, ainsi que  sa relation avec la K-théorie algébrique (par l'intermédiaire des caractères de Connes–Chern).
La théorie des classes caractéristiques des variétés différentiables peut s'étendre aux triplets spectraux à l'aide des outils de la cohomologie cyclique ; ainsi, la classe caractéristique fondamentale dans cette extension, le JLO cocycle (en), généralise le caractère de Chern. Plusieurs généralisations du théorème de l'indice permettent l'extraction effective d'invariants numériques à partir des triplets.

## Exemples d'espaces non commutatifs
- Le tore non commutatif est une déformation (en) de l'algèbre des fonctions sur le tore ordinaire, qui peut être interprété comme un triplet spectral.  Cet exemple a été étudié intensivement, et sert souvent de modèle pour des situations plus complexes.
- Partant de la formalisation de la mécanique quantique en termes d'espace des phases, cet espace symplectique peut être  déformé (en), obtenant un espace de phase non commutatif engendré par les opérateurs de position et d'impulsion.